# Enciclopedia Libre Universal en Español
L'Enciclopedia Libre Universal en Español (EL) és un projecte escindit de la Viquipèdia en espanyol el febrer de 2002. A causa de certes accions preses a Wikipedia, considerades lesives, alguns cooperadors van decidir crear una web aïllant la fi lucrativa ideada en l'empresa Bomis Inc. El primer desenvolupament va ser a la Universitat de Sevilla decidit per Juan Antonio Ruiz Rivas, un dels seus empleats.
El 30 d'octubre del 2007, la Enciclopedia Libre tenia 37.671 articles, i durant una mica menys d'un any després de la seva creació, va comptar amb un grup de col·laboradors i de visites més nombrós (abans de l'actualització del programari en Wikipedia en octubre del 2002, considerablement superior). Al llarg de la seva trajectòria, E.L. ha anat incorporant materials, que en el cas de la Wikipedia en espanyol de la qual es va escindir, pertanyen a projectes paral·lels, com entrades de diccionari (cobertes en espanyol pel Wikcionario) o documents històrics (gestionats per Wikisource).
Segons alguns dels seus col·laboradors, en ser desconnectada de l'enciclopèdia mare, l'anglesa, l'Enciclopedia Libre no tindria tendència a ser una mera traducció de la Wikipedia en anglès i produiria més articles "locals". D'altra banda, els mateixos col·laboradors pensen que el fet de no poder enllaçar mitjançant Interwikis d'altres enciclopèdies és privar-se de certa riquesa cultural. També argumenten que l'existència de diverses enciclopèdies col·laboratives en espanyol constitueix un enriquiment de l'enciclopedisme lliure en xarxa, ja que permet a qui consulta disposar de diversos punts de vista sobre un mateix tema.
L'intercanvi entre la Enciclopedia Libre i la Wikipedia en español es fa fonamentalment mitjançant la còpia integral d'articles de l'una a l'altra (també existeixen viquipedistes que col·laboren en E.L., que produeixen els mateixos continguts per ambdues enciclopèdies). Encara que en principi es podria pensar que aquest intercanvi faria que ambdues s'assemblassin cada vegada més, de fet tant els continguts com, fonamentalment, l'estructura de la informació van divergint.

## Estadístiques

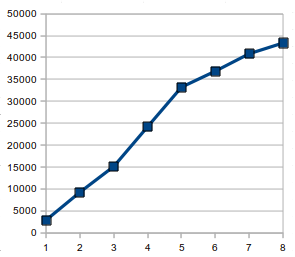
Gràfic de l'evolució quantitativa dels articles de l'Enciclopedia Libre Universal. L'eix X mostra l'aproximació quantitativa dels anys transcorreguts i l'eix I mostra el nombre d'articles.

| Data                   | Articles |
| ---------------------- | -------- |
| febrer, 2002           | -        |
| 13 de setembre de 2002 | 9.237    |
| 6 de setembre de 2003  | 15.116   |
| 10 de setembre de 2004 | 24.188   |
| 14 de setembre de 2005 | 28.620   |
| 11 de setembre de 2006 | 33.215   |
| 25 de setembre de 2007 | 36.871   |
| 1 de setembre de 2008  | 40.851   |
| 21 d'octubre de 2009   | 43.303   |
| 23 d'octubre de 2010   | 46.055   |
| 6 d'octubre de 2011    | 47.327   |
| 24 de maig de 2012     | 47.887   |
| 25 de setembre de 2013 | 48.887   |
| 21 de febrer de 2014   | 48.969   |
| 2 d'abril de 2015      | 49.321   |